# 비바도
비바도(Vivado) 또는 비바도 디자인 스위트(Vivado Design Suite)는 하드웨어 기술 언어(HDL) 설계를 합성하고 분석하기 위한 소프트웨어 제품군으로, 자일링스 ISE를 대체하며 시스템 온 칩 개발 및 고수준 합성 (HLS)을 위한 추가 기능을 제공한다. 비바도는 (ISE와 비교하여) 전체 설계 흐름을 처음부터 다시 작성하고 재고한 결과물이다.
ISE의 이후 버전과 마찬가지로 비바도에는 내장된 논리 시뮬레이터가 포함되어 있다. 비바도는 또한 C 코드를 프로그래밍 가능한 논리로 변환하는 툴체인을 통해 고수준 합성을 도입했다.
15년 된 ISE를 비바도 디자인 스위트로 교체하는 데 1000의 시간의 공수와 2억 달러의 비용이 들었다.

## 기능
비바도는 2012년 4월에 출시되었으며, 공유 가능한 데이터 모델과 공통 디버그 환경을 기반으로 구축된 시스템-IC 수준 도구를 갖춘 통합 설계 환경(IDE)이다. 비바도에는 C 기반 알고리즘 IP를 합성하고 검증하기 위한 ESL(Electronic System Level) 설계 도구, 재사용을 위한 알고리즘 및 RTL IP의 표준 기반 패키징, 모든 유형의 시스템 구성 요소에 대한 표준 기반 IP 스티칭 및 시스템 통합, 블록 및 시스템 검증 기능이 포함되어 있다. 비바도의 무료 버전인 WebPACK 에디션은 제한된 설계 환경을 제공한다.

## 구성 요소
비바도 고수준 합성 컴파일러를 사용하면 C, C++ 및 SystemC 프로그램을 수동으로 RTL을 만들 필요 없이 자일링스 장치에 직접 타겟팅할 수 있다. 비바도 HLS는 개발자 생산성을 높이는 것으로 널리 검토되었으며, C++ 클래스, 템플릿, 함수 및 연산자 오버로딩을 지원하는 것으로 확인되었다. 비바도 2014.1은 OpenCL 커널을 자일링스 장치용 IP로 자동 변환하는 기능을 도입했다. OpenCL 커널은 다양한 CPU, GPU 및 FPGA 플랫폼에서 실행되는 프로그램이다.
비바도 시뮬레이터는 비바도 디자인 스위트의 구성 요소이다. 혼합 언어, Tcl 스크립트, 암호화된 IP 및 향상된 검증을 지원하는 컴파일된 언어 시뮬레이터이다.
비바도 IP 통합기는 엔지니어가 대규모 자일링스 IP 라이브러리에서 IP를 빠르게 통합하고 구성할 수 있도록 한다. 통합기는 또한 자일링스의 시스템 제너레이터 및 비바도 고수준 합성을 사용하여 구축된 매스웍스 시뮬링크 설정을 위해 조정되었다.
비바도 Tcl 스토어는 비바도용 애드온을 개발하기 위한 스크립팅 시스템이며, 비바도의 기능을 추가하고 수정하는 데 사용될 수 있다. Tcl은 비바도 자체의 기반이 되는 스크립팅 언어이다. 비바도의 모든 기본 기능은 Tcl 스크립트를 통해 호출하고 제어할 수 있다.

## 장치 지원
비바도는 자일링스의 7-시리즈 및 모든 최신 장치(울트라스케일 및 울트라스케일+ 시리즈)를 지원한다. 이전 자일링스 장치 및 CPLD를 대상으로 하는 개발에는 이미 단종된 자일링스 ISE를 사용해야 한다.

## 같이 보기
- 자일링스 ISE
- 인텔 쿼터스 프라임
- 모델심